# José Padilla (Abdullah al-Muhajir)
Pour les articles homonymes, voir José Padilla et Padilla.
 (septembre 2008).
Si vous disposez d'ouvrages ou d'articles de référence ou si vous connaissez des sites web de qualité traitant du thème abordé ici, merci de compléter l'article en donnant les références utiles à sa vérifiabilité et en les liant à la section « Notes et références ».
José Padilla est né dans le quartier new-yorkais de Brooklyn le 18 octobre 1970, est un citoyen américain, né d'une famille originaire de Porto Rico. Converti à l'islam en prison sous le nom d'Abdullah al-Muhajir, il est condamné en 2008 pour ses liens avec l'organisation Al-Qaïda. Son cas est également connu pour les allégations de torture pratiquée lors de son internement avant son procès.

## Biographie
Adolescent, il était membre d'un gang à Chicago, avant de partir vivre en Floride.
Il a été arrêté à Chicago le 8 mai 2002 après un séjour en Afghanistan, puis détenu dans une prison militaire en tant que combattant ennemi, c'est-à-dire sans charges contre lui, puis transféré en novembre 2005 vers la justice fédérale.
D'abord soupçonné de préparer une « bombe radiologique », il fait face en 2004 à de nouvelles accusations par l'administration qui, elle, devait affronter des contestations judiciaires croissantes pour sa résolution de placer en rétention indéfiniment un citoyen américain n'ayant aucune charge contre lui. José Padilla est finalement jugé devant un tribunal civil de Miami (Floride), où il est reconnu coupable pour « appartenance à une cellule terroriste à l'étranger » le 16 août 2007.
Il est condamné le 22 janvier 2008 à une peine de plus de 17 ans de prison par une juge fédérale de Miami pour ses liens avec Al-Qaïda. Emprisonné à la prison militaire de haute sécurité ADX Florence, dans le Colorado, il a fait appel en février 2008, et l'administration Bush a fait appel incident.

## Plaintes de tortures
L'avocat commis d'office de Padilla et son équipe ont allégué qu'il "a été torturé pendant près de trois ans et huit mois lors de sa détention illégale. La torture a été menée de différentes façons, chacune ayant comme but de causer de la douleur, de l'angoisse, de la dépression et, au bout du compte, la perte de la volonté de vivre. L'ingrédient de base de la torture dont M. Padilla a été victime était l'isolement durant une partie importante de sa captivité.".
Ils ont aussi allégué que Padilla était maintenu pendant 1307 jours dans une cellule de 2 mètres sur 2.50 mètres environ, mis en isolation pendant des jours et des semaines d'affilée, agressé physiquement et menacé d'exécution et d'autres violences, maintenu éveillé par de la lumière et du bruit, forcé de prendre des médicaments psychotropes, possiblement du PCP ou du LSD.
Les tortures eurent été telles que Padilla en garderait encore de profondes séquelles : « Les tortures soutenues que M. Padilla aurait subies ont laissé des cicatrices à la fois psychologiques et physiques », affirme son avocat. « Le traitement infligé à mon client par le gouvernement l'a dépouillé de son identité personnelle. » Un psychiatre chargé d'évaluer son état le déclara "incapable de se défendre".
Ces tortures et mauvais traitements rappellent la méthode de privation sensorielle mise au point par la CIA et ayant comme but la réduction des perceptions sensorielles et la régression mentale des détenus afin de leur soustraire des informations.

## Procès contre John Yoo
Par ailleurs, Padilla et sa mère ont porté plainte le 4 janvier 2008, au civil, contre John Yoo, qui travaillait de 2001 à 2003 au Bureau du Conseil juridique (Office of Legal Counsel) pour John Ashcroft, le procureur général des États-Unis (ministre de la Justice), et qui a rédigé plusieurs memorandums légitimant l'usage de la torture. Ils réclament une déclaration du gouvernement américain selon laquelle sa détention était anticonstitutionnelle, des dommages et intérêts symboliques d'un montant de 1 dollar, et le remboursement des frais d'avocat .
Après une requête des plaignants, l'administration Obama a accepté de déclassifier neuf rapports rédigées par des agents gouvernementaux à propos des méthodes d'interrogatoires utilisées. Deux de celles-ci ont été rédigées par Steven G. Bradbury, chargé de l'Office of Legal Counsel lors du deuxième mandat de Bush (2005-2009) .